# らっきー☆ちゃんねる
『らっきー☆ちゃんねる』は、テレビアニメ『らき☆すた』の関連番組として、ラジオ関西にて放送されていたラジオ番組。タイトルは以下のとおり変遷しており、番組内容や出演者に異同があるが、メインパーソナリティが「小神あきら」（今野宏美）、「白石みのる」（白石稔）の2名である点は共通。『ランティスウェブラジオ』にて1週間遅れてストリーミング配信されていた。以下、放送日は特記ない限り、ラジオ関西のものである。
1. らっきー☆ちゃんねる（2007年1月5日 - 2007年9月28日放送。全39回。）
2. らっきー☆ちゃんねる-陵桜学園放課後の机-（2007年10月5日 - 2007年12月28日放送。全13回。）
3. 新らっきー☆ちゃんねる（2008年1月4日 - 2008年3月28日放送。全13回。）
4. 元祖らっきー☆ちゃんねる（2008年4月4日 - 2008年6月27日放送。全13回。）

## 全体の概要
番組名は『らき☆すた』原作連載誌『コンプティーク』の情報ページの名前が元になっている。らき☆すたアニメ版にも同タイトルのミニコーナーがあり、同時期に同じゲストが登場するなど、内容がリンクすることもあり、いわゆるメディアミックスとなっている。コンプティーク誌を含め、互いに他メディアをネタにすることが多い。
ナビゲーター（司会者）が「小神あきら」こと今野宏美、アシスタントが「白石みのる」こと白石稔で、それぞれ「小神あきら」「白石みのる」として登場している。番組始めには、他のアシスタントである「柊かがみ」「柊つかさ」「日下部みさお」含め、すべて役名で自己紹介する。一方、番組終わりには「小神あきら役の今野宏美」のように、役名+芸名での自己紹介となる。番組内でも役名で呼び合うのが原則だが、初期には白石が「今野さん」と呼ぶことがよくあった。
「小神あきら」は番組当初より「アシスタントを足蹴にするパーソナリティ」という設定であり、らき☆すたアニメ版の「らっきー☆ちゃんねる」と同様である。

## らっきー☆ちゃんねる

### 概要
アニメ放送に先駆けて2007年1月5日からラジオ関西のアニたまどっとコム内にて放送された。ランティスウェブラジオでの配信は1週間後の1月12日から開始。
始まりのあいさつは「おは☆らっきー」。終わりのあいさつは当初は「バイバーイ」だったが第19回から「バイニー」に。同時期にアニメの「らっきー☆ちゃんねる」のあいさつも「バイニー」に変わっている。これは泉こなた役の平野綾がアイドルユニット「Springs」のメンバーとしてかつて出演していたTV番組『SDM発!』のコーナー「涙にバイニー♥」の終わりのあいさつから来ている（手のポーズもそのまま）。第32回では「HのAや」という平野綾本人と思われる人物からのリクエストにより同コーナーのあいさつと同じ「涙にバイニー」となった。このあいさつは、その後のかがみとつかさのコーナー終了時でも使われた。
第21回から本編終了後に「柊かがみ」こと加藤英美里、「柊つかさ」こと福原香織のコーナーが追加された。本編を聴取直後、2人で番組の感想を語り合うという設定で、本編のエンディング曲の途中で突然「ピッ」というラジオのスイッチを切る効果音の後、前置きなしにコーナーが始まる。実際は、本編の収録直後にアドリブで演じている。キャラとしての登場、終わりの自己紹介「○○役の○○」、終わりのあいさつ「バイニー」などは、本編と同じ。

### エピソード
- 第12回はあきら（今野）の提案で主にナビゲーターが白石、アシスタントがあきらとなり、コーナーの役回りも普段と違っていた。
- 2007年8月12日に行われたワンダーフェスティバル2007［夏］で番組初の公開録音を実施した。この内容は放送や配信は行われず、コンプティーク・コンプエース・コンプH'sの付録CDに分割して収録されている。
- 第34 - 35回は、白石が富士の樹海に行き、代わりに小野だいすけ（小野大輔）がゲストとして出演するという、同時期のアニメ版らっきー☆ちゃんねる（第20 - 21回）と同様の形式がとられた。第35回の放送の最後に、あきらの横暴さに耐えかねてキレた白石がスタジオを破壊するという設定も同様。最後はホワイトノイズで本編が終了した。
- 第36回では第35回の設定を継いだためパーソナリティ不在となり、番組冒頭の6分間は番組ディレクターの斎藤滋とアシスタントプロデューサーの菅原啓介による素人放送、残りの時間はかがみとつかさによるおしゃべりが放送された。この点も、アニメ版第22回と同様。
- 第37回では、アニメ版第23回でゴットゥーザ様（後藤邑子）により「喧嘩の仲裁」（粛正）された後を受けたせいか、白石がメインパーソナリティを、日下部みさお（水原薫）がアシスタントを務め、あきらはゲストとして出演する形式となった。なお第38回では通常の放送に戻っている。
- 最終回である第39回は、秋葉原で行われた公開録音の内容を放送した。この模様の動画と写真付きレポートが『らき☆すた ニフティ出張所』にて公開されている。また、当日は白石が実際にウォーキングで公開録音会場に向かうこととなり、そのレポートが『らき☆すた 公式サイト』で、動画が『ランティスウェブラジオ』で公開されている。
- Mっ気がある今野宏美は素をださないようにぶりっ子な振る舞いをしていたが、第34,第35回ゲストの小野大輔に収録後、「M的な人ですよね」と指摘されてショックを受けたという。

### 放送時間
- 放送局：ラジオ関西
  - 放送日：毎週金曜日24:30 - 25:00
- 配信サイト：ランティスウェブラジオ
  - 配信日：翌週金曜日更新
  - 最新回と前4回分、計5回分の放送が聴取可能。

### 提供
- 角川書店
- コンプティーク
- ランティス

### コーナー
ポイント加算らっきーず!
リスナーから日常で起きたささやかなラッキーを募集し、「らっきー☆ぽいんと」を1000ポイント集めるコーナー。加算するポイントは基本的には1ネタにつき1ポイントだが、第9回以降はあきら（今野）が決めてよいことになった。ちなみに31回目にて兄沢命斗（関智一）により250ポイント、650ポイント加算され1065ポイントとなった。
しかし、できるだけ多くを理由にその後もコーナーは継続していた
アイドルのタテマエとホンネ!
インタビューでアイドルが答える「タテマエ」とそれに対する「ホンネ」を質問と共に募集するコーナー。
もしもdeらっきー☆ちゃんねる!
もしも○○だったら・・・、という妄想を募集するコーナー（『もしもdeらきすた』のラジオバージョン）。
言い訳の天才!
いろいろなシチュエーションに対する言い訳をあらかじめ考えて募集するコーナー。
ふつおた
普通のお便りを紹介するコーナー。

### 放送リスト
| 放送回 | 放送日     | WEB公開版タイトル                                  |
| ------ | ---------- | -------------------------------------------------- |
| 第1回  | 2007/01/05 | 『ラジオの前のキミ。おはらっきー☆』                |
| 第2回  | 2007/01/12 | 『さっきクラシックかかりませんでした?』            |
| 第3回  | 2007/01/19 | 『アシスタントの白石さんにはまかせられませんよ♪』  |
| 第4回  | 2007/01/26 | 『いじられキャラ冥利に尽きますね♪』                |
| 第5回  | 2007/02/02 | 『雨降ってきましたけど?』                          |
| 第6回  | 2007/02/09 | 『人とのつながりは大事ですよね!!』                 |
| 第7回  | 2007/02/16 | 『感じとれよ〜!!』                                 |
| 第8回  | 2007/02/23 | 『あたしより噛む奴発見♪』                          |
| 第9回  | 2007/03/02 | 『開け口から開けたら…!!』                          |
| 第10回 | 2007/03/09 | 『中の人はともかくとして…』                        |
| 第11回 | 2007/03/16 | 『誕生日だったのに…』                              |
| 第12回 | 2007/03/23 | 『替えるなら今が良いタイミングかも☆』              |
| 第13回 | 2007/03/30 | 『なぜ似合うんだろうね?』                          |
| 第14回 | 2007/04/06 | 『も〜いくつ寝ると♪』                              |
| 第15回 | 2007/04/13 | 『今のうちからツブしとこうかな〜♪』                |
| 第16回 | 2007/04/20 | 『二兎を追う者は…』                                |
| 第17回 | 2007/04/27 | 『なに食ってるんすか?』                            |
| 第18回 | 2007/05/04 | 『男の子の憧れだったりしますから。』               |
| 第19回 | 2007/05/11 | 『何回言ったかわかるかな?』                        |
| 第20回 | 2007/05/18 | 『私は全く出ていませんが…是非。』                  |
| 第21回 | 2007/05/25 | 『あたし今までで一番好きかも♥』                    |
| 第22回 | 2007/06/01 | 『全然イケちゃうか?』                              |
| 第23回 | 2007/06/08 | 『友情は大切にしようね』                           |
| 第24回 | 2007/06/15 | 『私たち合わないね』                               |
| 第25回 | 2007/06/22 | 『上っ面な感じだったよね〜。』                     |
| 第26回 | 2007/06/29 | 『心をこめて、想いをこめて』                       |
| 第27回 | 2007/07/06 | 『みなさん聞いてください。』                       |
| 第28回 | 2007/07/13 | 『イー!!』                                         |
| 第29回 | 2007/07/20 | 『エンディングテーマが変わりました♪』              |
| 第30回 | 2007/07/27 | 『小神あきら、CDをリリースすることになりました!!』 |
| 第31回 | 2007/08/03 | 『超えましたね!』                                  |
| 第32回 | 2007/08/10 | 『元気出してこ〜』                                 |
| 第33回 | 2007/08/17 | 『一億円貰っちゃった。』                           |
| 第34回 | 2007/08/24 | 『普通の人には興味ありません。』                   |
| 第35回 | 2007/08/31 | 『誰?』                                            |
| 第36回 | 2007/09/07 | 『僕ら暗くても番組は明るく』                       |
| 第37回 | 2007/09/14 | 『仲良くしましょうね。』                           |
| 第38回 | 2007/09/21 | 『喧嘩するほど』                                   |
| 第39回 | 2007/09/28 | 『やっとこ公開録音－24分、愛はみのるを救う－』     |

- 放送日はラジオ関西での放送日を示す。
- WEB公開版タイトルはランティスウェブラジオでの公開時に付けられたもの。

### 主題歌
オープニング
- 「曖昧ネットだーりん」（第21回 - ）
  - 歌：小神あきら（今野宏美）、白石みのる（白石稔） 作詞：畑亜貴 作曲：神前暁

エンディング
- 「こねらぶ☆みっしょん」（第29回 - ）
  - 歌：小神あきら（今野宏美）、白石みのる（白石稔） 作詞：畑亜貴 作曲：神前暁

### ゲスト
- 第31回：関智一（兄沢命斗役）
- 第34回・第35回：小野大輔（小野だいすけ役）
- 第37回：水原薫（日下部みさお役）
- 第39回：加藤英美里（柊かがみ役）、福原香織（柊つかさ役）、武本康弘（監督）、チェリーちゃん（美水かがみの母の愛犬）

## らっきー☆ちゃんねる-陵桜学園放課後の机-

### 概要
前番組「らっきー☆ちゃんねる」最終回の翌週、2007年10月5日より放送開始された。パーソナリティはあきら・白石の2人に、前番組で本編終了後のミニコーナーを担当していた柊かがみ（加藤英美里）と柊つかさ（福原香織）が加わった4人となった。
番組は陵桜学園の放課後という設定の下、机の周りで学生達（パーソナリティやリスナー）が何気ない雑談をするような雰囲気でフリートークが展開される。なお、原作の設定では陵桜学園にはみのる、かがみ、つかさが所属しており、あきらは別の中学だが、ラジオでは文化祭での｢小神あきらステージ｣がきっかけとなり、あきらが放課後に遊びに来ていることになっている。
スタジオ録音だけでなく、2007年11月には千葉県浦安市の居酒屋でディナーショーを開催し
、12月2日には鷲宮町商工会からの要請により、原作者の美水かがみを交え埼玉県鷲宮町の鷲宮神社でイベントを実施している。
最初の学校のチャイムは、前前番組の涼宮ハルヒの憂鬱 SOS団ラジオ支部と同じ音が使われている。

### 放送時間・配信日
- 放送局：ラジオ関西
  - 放送日：毎週金曜日24:30 - 25:00
- 配信サイト：ランティスウェブラジオ
  - 配信日：翌週金曜日更新

### 提供
- クロックワークス
- ランティス
- 角川書店

定期的に、コンプティークが提供に入る時があった。

### コーナー
番組前半ではパーソナリティ4人によるフリートーク、番組後半ではリスナーからの投稿を読む形式になっている。
陵桜学園学級日誌
いわゆる「ふつおた」のコーナー。
あるある!らき☆すた川柳
日常のあるある感を川柳にするコーナー。
一般教養クイズ
最初は、あきら様（今野宏美）とつかさ（福原香織）のどちらが頭が良いかと言う感じで始められ、第7回からコーナーとして開始された。その後、パーソナリティ間のローテーションで問題を出す側と答える側が入れ替わる内容に変更。

### 主題歌
オープニング
- 「三十路岬」
  - 歌：小神あきら（今野宏美）  作詞：畑亜貴 作曲：神前暁 編曲：神前暁

エンディング
- 「かおりんのテーマ-完全版-」
  - 歌：白石みのる 作詞：白石稔 作曲：白石稔 編曲：神前暁

## 新らっきー☆ちゃんねる

### 概要
前番組「らっきー☆ちゃんねる-陵桜学園放課後の机-」に引き続き、2008年1月4日より放送開始された。
パーソナリティは小神あきら（今野宏美）、白石みのる（白石稔）も引き続きアシスタント（1号）のほか、アシスタントだった柊かがみ（加藤英美里）と柊つかさ（福原香織）に代わり、新たに日下部みさお（水原薫）がアシスタント2号として加わった。

### エピソード
- 番組開始当初、良いはがきには「稔の忘れ物」というプレゼント(ガラクタ）が送られると白石本人が言っていたが、なかなか当選者が出ず、中盤の第7回放送にてはじめて当選者が出た。
- 前番組に引き続き、収録中に出演者がスタッフらに飴を配るなど他のラジオ番組ではあまり見られないことをすることがある。
- 3月15日、150組300名を招待し神戸・ジーベックホールにて公開録音が行われ、第12回及び最終回に放送された。ゲストとして武本康弘（監督）が登場した。

### 放送時間・配信日
- 放送局：ラジオ関西
  - 放送日：毎週金曜日24:30 - 25:00
- 配信サイト：ランティスウェブラジオ
  - 配信日：翌週金曜日更新

### コーナー
ふつおた
普通のお便りを紹介するコーナー。
白石みのるの歌のコーナー
今野宏美のわがままから生まれた、アニメ版らき☆すたのキャスト（声優本人）をイメージした曲を白石稔が作り発表していくコーナー。白石稔が、第2回の放送に発表した「あきら様のテーマ」がそのままジングルに使用されている。
歌リスト
| 放送回 | 曲名                                             | テーマになった声優       |
| ------ | ------------------------------------------------ | ------------------------ |
| 第2回  | あきら様のテーマ                                 | 今野宏美                 |
| 第4回  | 水原さんのテーマ（仮）                           | 水原薫                   |
| 第6回  | 黒石稔のテーマ 〜蛇と蛙〜                        | 白石稔                   |
| 第8回  | 白石稔のテーマ 〜蜜柑と伊予柑〜                  | 白石稔                   |
| 第10回 | ひろみんのテーマ 〜デンジ星に捧ぐ〜              | 今野宏美                 |
| 第12回 | らっきー☆ちゃんねるのテーマ 〜みんなといっしょ〜 | なし（リスナーのみんな） |
拝啓・日下部みさお様
リスナーのエアー体験（自分が空気である、背景キャラである、存在感が無いと感じた時など）を募集し、発表していくコーナー。
タイトルコール時のジングルには、AIRの主題歌である「鳥の詩」のイントロ部分のアレンジが用いられている。

### 主題歌

#### オープニング
- 「曖昧ネットだーりん」（第1回 - 第5回）
作詞：畑亜貴 作曲：神前暁 歌：小神あきら（今野宏美）、白石みのる（白石稔）
- 「三十路坂」（第6回 - ）
歌：小神あきら（今野宏美）
ラジオの打ち合わせの時に、スタッフが三十路岬を間違えて言った事が由来だと、ラジオ内で明言した。

#### エンディング
- 「こねらぶ☆みっしょん」
作詞：畑亜貴 作曲：神前暁 歌：小神あきら（今野宏美）、白石みのる（白石稔）

第6回からは今野が出す以下のお題を白石が歌った後に「こねらぶ☆みっしょん」が流れるという形になった。
- 第6回 - もってけ!セーラーふく 帰ってきたぜ台湾バージョン
- 第7回 - もってけ!セーラーふく あきら様の誕生日忘れててごめんなさいバージョン
- 第8回 - もってけ!セーラーふく にゃんにゃんバージョン
- 第9回 - もってけ!セーラーふく 叫びが入り混じった熱い感じバージョン
- 第10回 - もってけ!セーラーふく 俺、昨日風邪ひいてたんだぜ、39度もあったんだぜバージョン
- 第11回 - もってけ!セーラーふく 7個バージョン
- 第12回 - もってけ!セーラーふく 神戸で食べた物、買った物バージョン
- 第13回 - もってけ!セーラーふく ファイナルだぜー！バージョン

## 元祖らっきー☆ちゃんねる

### 概要
『新らっきー☆ちゃんねる』終了の翌週、2008年4月4日から開始。
ナビゲーターは小神あきら（今野宏美）、アシスタントは白石みのる（白石稔）の、パーソナリティ2人体制となり、当初のらっきー☆ちゃんねるの構成に戻ったことになる。
最終回は、「らっきー☆ちゃんねる」からの番組全体を振り返る放送となった。

### 放送時間・配信日
- 放送局：ラジオ関西
  - 放送日：毎週金曜日24:30 - 25:00
- 配信サイト：ランティスウェブラジオ
  - 配信日：翌週金曜日更新

### コーナー
あきらとみのるの○○○
あきらとみのるが、The World of GOLDEN EGGSのローズマリー兄弟を彷彿とさせるオネエキャラとして登場し、二人が○○○だったら、ということでトークするコーナー。
投稿により、2つに分けると意味が変わるコンビ名（例：ちりとり＝「ちり」＋「とり」）を募集。「あきらです、みのるです、○○××です！　あきらが○○で、みのるが××」と名乗りながら登場し、お互いが○○と××になりきってトークを展開する。
らっきー戦隊みのレンジャー
あきら様が悪の女王「アキリアン」となって無理難題を「みのる」に押し付ける。「みのる」はこの無理難題を粉砕すべく「アキリアン女王」に勝負を挑む。
「アキリアン」から出される難題は毎回5問前後（放送回により異なる）。難題をクリアできないと思った（やってみてできなかった場合も含む）場合「みのる」は3回まで「みのレンジャー」に変身し、その難題を粉砕（パス）することができる。3回みのレンジャーに変身後、クリアできない難題が生じたら罰ゲーム。
- 第2回では、白石に自宅へ電話させる無理難題が出され、白石の両親が放送に登場。
- 第9回では、アキリアンがお姫様だっこを嫌がり「変身ジャー」と言っただけで「みのレンジャー」の変身回数がカウントされた。

### 主題歌
オープニング・エンディング
- 「曖昧ネットだーりん」

正確には初代「らっきー☆ちゃんねる」初期やアニメで使用された「らっきー☆ちゃんねるのテーマ」（インスト版）を使用している。

## 復活らっきー☆ちゃんねる

### 概要
2023年12月8日から配信開始。
らき☆すた20周年のイベント「らき☆すたオーケストラコンサート20周年全員再集合！」のチケットを1枚でも多く売る為に宣伝として始まったラジオ番組。
ナビゲーターは小神あきら（今野宏美）、アシスタントは白石みのる（白石稔）、音楽プロデューサー斎藤滋の、パーソナリティ3人体制である。

### 放送時間・配信日
- 配信サイト：YouTube「KADOKAWAanime」 
  - 放送日：毎週金曜日19:00

### 主題歌
オープニング・エンディング
- 「曖昧ネットだーりん」

正確には初代「らっきー☆ちゃんねる」初期やアニメで使用された「らっきー☆ちゃんねるのテーマ」（インスト版）を使用している。